# MP Motorsport
MP Motorsport es una escudería neerlandesa de automovilismo fundada en 1995, que compite actualmente en la Fórmula 2, Fórmula 3, F1 Academy, Fórmula 4 Española y Eurocup-3 entre otras. El equipo también participó en el pasado en GP2 Series, GP3 Series, Auto GP, Eurocopa de Fórmula Renault 2.0 y la Fórmula Renault 2.0 NEC junto con Manor Motorsport, con el nombre de Manor MP Motorsport.
Entre sus pilotos en el pasado destacan Roberto Merhi, Nicholas Latifi, Patricio O'Ward, Liam Lawson, Christian Lundgaard, Felipe Drugovich y Franco Colapinto.

## Resultados

### Categorías actuales

#### Campeonato de Fórmula 2 de la FIA
(Clave) (negrita indica pole position) (cursiva indica vuelta rápida puntuable)

| Año   | Chasis                                 | Neu. | N.º | Pilotos              | 1    | 1    | 2    | 2    | 3   | 3   | 4    | 4    | 5    | 5    | 6   | 6   | 7   | 7   | 8   | 8   | 9   | 9   | 10  | 10  | 11  | 11  | 12  | 12  | Puntos | Pos. | Ref.  |
| ----- | -------------------------------------- | ---- | --- | -------------------- | ---- | ---- | ---- | ---- | --- | --- | ---- | ---- | ---- | ---- | --- | --- | --- | --- | --- | --- | --- | --- | --- | --- | --- | --- | --- | --- | ------ | ---- | ----- |
| 2017  | Dallara GP2/11 Mecachrome V8108 GP2 V8 | P    |     |                      | SAK  | SAK  | BAR  | BAR  | MON | MON | BAK  | BAK  | SPI  | SPI  | SIL | SIL | BUD | BUD | SPA | SPA | MNZ | MNZ | JER | JER | YMC | YMC |     |     | 109    | 6.º  | [ 2 ] |
| 2017  | Dallara GP2/11 Mecachrome V8108 GP2 V8 | P    | 14  | Sérgio Sette Câmara  | 13   | 18   | 14   | 15   | Ret | 14  | 13   | 9    | 16   | 10   | 13  | 15  | 16  | 13  | 6   | 1   | 6   | 2   | 10  | 14  | 9   | 8   |     |     | 109    | 6.º  | [ 2 ] |
| 2017  | Dallara GP2/11 Mecachrome V8108 GP2 V8 | P    | 15  | Jordan King          | 4    | 5    | 9    | 5    | 9   | 8   | 6    | DSQ  | 9    | 6    | 7   | Ret | 15  | 11  | Ret | 14  | 10  | 20  | 6   | Ret | 8   | Ret |     |     | 109    | 6.º  | [ 2 ] |
| 2018  | Dallara F2 2018 Mecachrome V6 Turbo    | P    |     |                      | SAK  | SAK  | BAK  | BAK  | BAR | BAR | MON  | MON  | LEC  | LEC  | SPI | SPI | SIL | SIL | BUD | BUD | SPA | SPA | MNZ | MNZ | SOC | SOC | YMC | YMC | 61     | 8.º  | [ 3 ] |
| 2018  | Dallara F2 2018 Mecachrome V6 Turbo    | P    | 9   | Roberto Merhi        | DNS  | 11   | 8    | 7    | 13  | Ret | 3    | 7    | DSQ  | 15   | 4   | 16  | 11  | 9   | 11  | 5   |     |     |     |     |     |     |     |     | 61     | 8.º  | [ 3 ] |
| 2018  | Dallara F2 2018 Mecachrome V6 Turbo    | P    | 9   | Dorian Boccolacci    |      |      |      |      |     |     |      |      |      |      |     |     |     |     |     |     | 15  | 18  | Ret | 7   | 13  | 8   | 12  | 11  | 61     | 8.º  | [ 3 ] |
| 2018  | Dallara F2 2018 Mecachrome V6 Turbo    | P    | 10  | Ralph Boschung       | 10   | 7    | 7    | 8    | Ret | Ret | Ret  | Ret  | Ret  | 16   | Ret | 15  | 9   | 8   | 18  | Ret | Ret | 12  | 8   | Ret |     |     |     |     | 61     | 8.º  | [ 3 ] |
| 2018  | Dallara F2 2018 Mecachrome V6 Turbo    | P    | 10  | Niko Kari            |      |      |      |      |     |     |      |      |      |      |     |     |     |     |     |     |     |     |     |     | Ret | Ret | 15  | Ret | 61     | 8.º  | [ 3 ] |
| 2019  | Dallara F2 2018 Mecachrome V6 Turbo    | P    |     |                      | SAK  | SAK  | BAK  | BAK  | BAR | BAR | MON  | MON  | LEC  | LEC  | SPI | SPI | SIL | SIL | BUD | BUD | SPA | SPA | MNZ | MNZ | SOC | SOC | YMC | YMC | 96     | 7.º  | [ 4 ] |
| 2019  | Dallara F2 2018 Mecachrome V6 Turbo    | P    | 16  | Jordan King          | 17   | 8    | 3    | Ret  | 7   | 7   |      |      | 6    | 11   | 8   | 7   | 10  | 9   | 6   | 4   | C   | C   | 6   | 2   | 12  | 9   | 12  | 9   | 96     | 7.º  | [ 4 ] |
| 2019  | Dallara F2 2018 Mecachrome V6 Turbo    | P    | 16  | Artem Markelov       |      |      |      |      |     |     | 6    | 4    |      |      |     |     |     |     |     |     |     |     |     |     |     |     |     |     | 96     | 7.º  | [ 4 ] |
| 2019  | Dallara F2 2018 Mecachrome V6 Turbo    | P    | 17  | Mahaveer Raghunathan | 18   | 19   | 11   | 13   | 16  | 19  | 15   | Ret  | 12   | 18   |     |     | 15  | 18  | 17  | 19  | C   | C   | 10  | 13  | 17  | 17  | Ret | 15  | 96     | 7.º  | [ 4 ] |
| 2019  | Dallara F2 2018 Mecachrome V6 Turbo    | P    | 17  | Patricio O'Ward      |      |      |      |      |     |     |      |      |      |      | 19  | 14  |     |     |     |     |     |     |     |     |     |     |     |     | 96     | 7.º  | [ 4 ] |
| 2020* | Dallara F2 2018 Mecachrome V6 Turbo    | P    |     |                      | SPI1 | SPI1 | SPI2 | SPI2 | BUD | BUD | SIL1 | SIL1 | SIL2 | SIL2 | BAR | BAR | SPA | SPA | MNZ | MNZ | MUG | MUG |     |     |     |     |     |     | 167    | 6.º  | [ 5 ] |
| 2020* | Dallara F2 2018 Mecachrome V6 Turbo    | P    | 14  | Nobuharu Matsushita  | 9    | 6    | 17   | 11   | 12  | 12  | 10   | 7    | 11   | 18   | 1   | 5   | Ret | DNS | 15  | 11  | 11  | 14  |     |     |     |     |     |     | 167    | 6.º  | [ 5 ] |
| 2020* | Dallara F2 2018 Mecachrome V6 Turbo    | P    | 15  | Felipe Drugovich     | 8    | 1    | 13   | 13   | 5   | 16  | 7    | 6    | 10   | 12   | 7   | 1   | DSQ | 13  | 16  | Ret | 4   | 15  |     |     |     |     |     |     | 167    | 6.º  | [ 5 ] |

- * Temporada en progreso.

#### Campeonato de Fórmula 3 de la FIA
(Clave) (negrita indica pole position) (cursiva indica vuelta rápida puntuable)

| Año   | Chasis                                | Neu. | N.º | Pilotos           | 1    | 1    | 2    | 2    | 3   | 3   | 4    | 4    | 5    | 5    | 6   | 6   | 7   | 7   | 8   | 8   | 9   | 9   | Puntos | Pos. | Ref.  |
| ----- | ------------------------------------- | ---- | --- | ----------------- | ---- | ---- | ---- | ---- | --- | --- | ---- | ---- | ---- | ---- | --- | --- | --- | --- | --- | --- | --- | --- | ------ | ---- | ----- |
| 2019  | Dallara F3 2019 Mecachrome V634 3.4 L | P    |     |                   | BAR  | BAR  | LEC  | LEC  | SPI | SPI | SIL  | SIL  | BUD  | BUD  | SPA | SPA | MNZ | MNZ | SOC | SOC |     |     | 77     | 6.º  | [ 6 ] |
| 2019  | Dallara F3 2019 Mecachrome V634 3.4 L | P    | 4   | Liam Lawson       | NC   | 17   | 9    | 5    | 14  | 25  | 8    | 3    | 16   | 9    | 12  | 19  | 7   | 2   | 18  | 8   |     |     | 77     | 6.º  | [ 6 ] |
| 2019  | Dallara F3 2019 Mecachrome V634 3.4 L | P    | 5   | Simo Laaksonen    | 9    | Ret  | 20†  | Ret  | 18  | 18  | 24   | 24   | 17   | 18   | 24  | Ret | 20  | 20  | 17  | Ret |     |     | 77     | 6.º  | [ 6 ] |
| 2019  | Dallara F3 2019 Mecachrome V634 3.4 L | P    | 6   | Richard Verschoor | 19   | 19   | 14   | 4    | 10  | 12  | 17   | 21   | Ret  | 17   | 17  | 11  | 4   | 4   | 10  | 7   |     |     | 77     | 6.º  | [ 6 ] |
| 2020* | Dallara F3 2019 Mecachrome V634 3.4 L | P    |     |                   | SPI1 | SPI1 | SPI2 | SPI2 | BUD | BUD | SIL1 | SIL1 | SIL2 | SIL2 | BAR | BAR | SPA | SPA | MNZ | MNZ | MUG | MUG | 27     | 5.º  | [ 7 ] |
| 2020* | Dallara F3 2019 Mecachrome V634 3.4 L | P    | 17  | Richard Verschoor | 8    | 2    | 7    | 4    | 4   | 5   | 11   | 9    | 19   | 18   | 9   | 4   | 10  | 7   | 27  | 10  | 12  | 5   | 27     | 5.º  | [ 7 ] |
| 2020* | Dallara F3 2019 Mecachrome V634 3.4 L | P    | 18  | Bent Viscaal      | 11   | 11   | 20   | 16   | 3   | 17  | Ret  | 16   | 8    | 1    | Ret | 20  | 23  | 16  | 8   | DSQ | Ret | 20  | 27     | 5.º  | [ 7 ] |
| 2020* | Dallara F3 2019 Mecachrome V634 3.4 L | P    | 19  | Lukas Dunner      | 24   | 14   | 16   | 18   | 12  | Ret | Ret  | 22   | 23   | Ret  | 21  | 22  | 21  | 13  | 14  | Ret | 21  | 17  | 27     | 5.º  | [ 7 ] |

- * Temporada en progreso.

#### Campeonato de Fórmula Regional de Medio Oriente
| Temporada | Monoplaza        | Pilotos          | Carreras | Victorias | Poles | VR | Puntos | Pos. | Pos. |
| --------- | ---------------- | ---------------- | -------- | --------- | ----- | -- | ------ | ---- | ---- |
| 2023      | Tatuus F.3 T-318 | Mari Boya        | 15       | 2         | 0     | 2  | 107    | 5.º  | 3.º  |
| 2023      | Tatuus F.3 T-318 | Sami Meguetounif | 15       | 1         | 2     | 0  | 65     | 10.º | 3.º  |
| 2023      | Tatuus F.3 T-318 | Joshua Dürksen   | 6        | 0         | 2     | 0  | 29     | 16.º | 3.º  |
| 2023      | Tatuus F.3 T-318 | Sebastian Øgaard | 6        | 0         | 0     | 0  | 10     | 24.º | 3.º  |
| 2023      | Tatuus F.3 T-318 | Brad Benavides   | 13       | 0         | 0     | 0  | 1      | 29.º | 3.º  |
| 2023      | Tatuus F.3 T-318 | Owen Tangavelou  | 3        | 0         | 0     | 0  | 0      | 33.º | 3.º  |

### Categorías pasadas

#### GP2 Series
(Clave) (negrita indica pole position) (cursiva indica vuelta rápida puntuable)

| Año  | Chasis                                 | Neu. | N.º | Pilotos             | 1   | 1   | 2   | 2   | 3   | 3   | 4   | 4   | 5   | 5   | 6   | 6   | 7   | 7   | 8   | 8   | 9   | 9   | 10  | 10  | 11  | 11  | Puntos | Pos. | Ref.   |
| ---- | -------------------------------------- | ---- | --- | ------------------- | --- | --- | --- | --- | --- | --- | --- | --- | --- | --- | --- | --- | --- | --- | --- | --- | --- | --- | --- | --- | --- | --- | ------ | ---- | ------ |
| 2013 | Dallara GP2/11 Mecachrome V8108 GP2 V8 | P    |     |                     | KUA | KUA | SAK | SAK | BAR | BAR | MON | MON | SIL | SIL | NÜR | NÜR | BUD | BUD | SPA | SPA | MNZ | MNZ | SIN | SIN | YMC | YMC | 51     | 10.º | [ 8 ]  |
| 2013 | Dallara GP2/11 Mecachrome V8108 GP2 V8 | P    | 26  | Adrian Quaife-Hobbs | Ret | 17  | 7   | 8   | 17  | 21  | 8   | 2   | 12  | 11  | Ret | 16  |     |     |     |     |     |     |     |     |     |     | 51     | 10.º | [ 8 ]  |
| 2013 | Dallara GP2/11 Mecachrome V8108 GP2 V8 | P    | 26  | Dani Clos           |     |     |     |     |     |     |     |     |     |     |     |     | 14  | Ret | 20  | 19  | 18  | 9   | 10  | 21  | 5   | 2   | 51     | 10.º | [ 8 ]  |
| 2013 | Dallara GP2/11 Mecachrome V8108 GP2 V8 | P    | 27  | Daniël de Jong      | Ret | 14  | Ret | 19  | 16  | 18  | 10  | 9   | 22  | 18  | 15  | Ret | 12  | Ret | Ret | 17  | 11  | 19  | 17  | 7   | 19† | 17  | 51     | 10.º | [ 8 ]  |
| 2014 | Dallara GP2/11 Mecachrome V8108 GP2 V8 | P    |     |                     | SAK | SAK | BAR | BAR | MON | MON | SPI | SPI | SIL | SIL | HOC | HOC | BUD | BUD | SPA | SPA | MNZ | MNZ | SOC | SOC | YMC | YMC | 56     | 8.º  | [ 9 ]  |
| 2014 | Dallara GP2/11 Mecachrome V8108 GP2 V8 | P    | 20  | Daniël de Jong      | 11  | 11  | Ret | 19  | 11  | Ret | 19  | 21  | 19  | 14  | Ret | 16  | 14  | 18  | 10  | 13  | Ret | 9   | 14  | 19  | 10  | Ret | 56     | 8.º  | [ 9 ]  |
| 2014 | Dallara GP2/11 Mecachrome V8108 GP2 V8 | P    | 21  | Jon Lancaster       | 17  | 15  |     |     |     |     |     |     |     |     |     |     |     |     |     |     |     |     |     |     |     |     | 56     | 8.º  | [ 9 ]  |
| 2014 | Dallara GP2/11 Mecachrome V8108 GP2 V8 | P    | 21  | Tío Ellinas         |     |     | 7   | 11  | 10  | 22  | 23  | 22  |     |     |     |     |     |     |     |     |     |     |     |     |     |     | 56     | 8.º  | [ 9 ]  |
| 2014 | Dallara GP2/11 Mecachrome V8108 GP2 V8 | P    | 21  | Marco Sørensen      |     |     |     |     |     |     |     |     | 9   | 8   | 9   | 4   | 10  | 10  | 14  | 11  | 7   | 4   | 8   | 1   | Ret | 21  | 56     | 8.º  | [ 9 ]  |
| 2015 | Dallara GP2/11 Mecachrome V8108 GP2 V8 | P    |     |                     | SAK | SAK | BAR | BAR | MON | MON | SPI | SPI | SIL | SIL | BUD | BUD | SPA | SPA | MNZ | MNZ | SOC | SOC | SAK | SAK | YMC | YMC | 29     | 11.º | [ 10 ] |
| 2015 | Dallara GP2/11 Mecachrome V8108 GP2 V8 | P    | 16  | Sergio Canamasas    | 14  | Ret | 13  | 15  | 3   | 4   |     |     |     |     |     |     |     |     |     |     |     |     |     |     |     |     | 29     | 11.º | [ 10 ] |
| 2015 | Dallara GP2/11 Mecachrome V8108 GP2 V8 | P    | 16  | Oliver Rowland      |     |     |     |     |     |     |     |     | 10  | 7   |     |     | NC  | Ret |     |     |     |     |     |     |     |     | 29     | 11.º | [ 10 ] |
| 2015 | Dallara GP2/11 Mecachrome V8108 GP2 V8 | P    | 16  | Nicholas Latifi     |     |     |     |     |     |     |     |     |     |     | 15  | 14  |     |     |     |     | 18  | 14  | 14  | 11  | Ret | C   | 29     | 11.º | [ 10 ] |
| 2015 | Dallara GP2/11 Mecachrome V8108 GP2 V8 | P    | 16  | Meindert van Buuren |     |     |     |     |     |     |     |     |     |     |     |     |     |     | Ret | DNS |     |     |     |     |     |     | 29     | 11.º | [ 10 ] |
| 2015 | Dallara GP2/11 Mecachrome V8108 GP2 V8 | P    | 17  | Daniël de Jong      | 18  | 13  | 15  | 9   | 12  | 12  | 21  | 12  | 11  | 26† | 10  | Ret | Ret | DNS |     |     |     |     |     |     |     |     | 29     | 11.º | [ 10 ] |
| 2015 | Dallara GP2/11 Mecachrome V8108 GP2 V8 | P    | 17  | René Binder         |     |     |     |     |     |     |     |     |     |     |     |     |     |     | 10  | 8   | 16  | Ret | 20  | Ret | 14  | C   | 29     | 11.º | [ 10 ] |
| 2016 | Dallara GP2/11 Mecachrome V8108 GP2 V8 | P    |     |                     | BAR | BAR | MON | MON | BAK | BAK | SPI | SPI | SIL | SIL | BUD | BUD | HOC | HOC | SPA | SPA | MNZ | MNZ | KUA | KUA | YMC | YMC | 113    | 7.º  | [ 11 ] |
| 2016 | Dallara GP2/11 Mecachrome V8108 GP2 V8 | P    | 22  | Oliver Rowland      | 10  | 6   | 3   | 7   | 4   | 15† | 6   | 2   | 3   | 3   | 11  | 6   | 5   | 5   | 10  | 6   | 9   | 9   | 12  | 8   | Ret | 11  | 113    | 7.º  | [ 11 ] |
| 2016 | Dallara GP2/11 Mecachrome V8108 GP2 V8 | P    | 23  | Daniël de Jong      | 14  | 17  | 9   | 11  | 8   | 14  | 14  | 20  | 19  | 16  | 15  | 11  | Ret | 16  | 17  | 17  | 17  | 19  | 17  | Ret | 14  | Ret | 113    | 7.º  | [ 11 ] |

#### GP3 Series
(Clave) (negrita indica pole position) (cursiva indica vuelta rápida puntuable)

| Año  | Chasis                          | Neu. | N.º | Pilotos             | 1   | 1   | 2   | 2   | 3   | 3   | 4   | 4   | 5   | 5   | 6   | 6   | 7   | 7   | 8   | 8   | 9   | 9   | Puntos | Pos. | Ref.   |
| ---- | ------------------------------- | ---- | --- | ------------------- | --- | --- | --- | --- | --- | --- | --- | --- | --- | --- | --- | --- | --- | --- | --- | --- | --- | --- | ------ | ---- | ------ |
| 2018 | Dallara GP3/16 Mecachrome 3.4 L | P    |     |                     | BAR | BAR | LEC | LEC | SPI | SPI | SIL | SIL | BUD | BUD | SPA | SPA | MNZ | MNZ | SOC | SOC | YMC | YMC | 94     | 4.º  | [ 12 ] |
| 2018 | Dallara GP3/16 Mecachrome 3.4 L | P    | 22  | Dorian Boccolacci   | 5   | 5   | DSQ | 14  | 10  | 5   | 5   | 9   | 8   | 1   |     |     |     |     |     |     |     |     | 94     | 4.º  | [ 12 ] |
| 2018 | Dallara GP3/16 Mecachrome 3.4 L | P    | 22  | Richard Verschoor   |     |     |     |     |     |     |     |     |     |     | 17  | 7   | 8   | 9   | 4   | 3   | 14  | 7   | 94     | 4.º  | [ 12 ] |
| 2018 | Dallara GP3/16 Mecachrome 3.4 L | P    | 23  | Will Palmer         | 18  | 13  |     |     |     |     |     |     |     |     |     |     |     |     |     |     |     |     | 94     | 4.º  | [ 12 ] |
| 2018 | Dallara GP3/16 Mecachrome 3.4 L | P    | 23  | Christian Lundgaard |     |     | 12  | 13  |     |     |     |     |     |     |     |     |     |     |     |     |     |     | 94     | 4.º  | [ 12 ] |
| 2018 | Dallara GP3/16 Mecachrome 3.4 L | P    | 23  | Devlin DeFrancesco  |     |     |     |     | 18† | 11  | 15  | 14  | WD  | WD  | 18  | Ret | 13  | 15  | 17  | 12  | 17  | 11  | 94     | 4.º  | [ 12 ] |
| 2018 | Dallara GP3/16 Mecachrome 3.4 L | P    | 24  | Niko Kari           | Ret | 6   | DSQ | Ret | 11  | 8   | 11  | Ret | Ret | Ret | 14  | 12  | 10  | 10  |     |     |     |     | 94     | 4.º  | [ 12 ] |
| 2018 | Dallara GP3/16 Mecachrome 3.4 L | P    | 24  | Jehan Daruvala      |     |     |     |     |     |     |     |     |     |     |     |     |     |     |     |     | 19  | 13  | 94     | 4.º  | [ 12 ] |

### Citas
1. ↑  «La FIA publica la lista definitiva de pilotos para la temporada 2018 de Fórmula 2». MomentoGP. 4 de abril de 2018. Consultado el 29 de mayo de 2018.
2. ↑  «Team Standings - Formula 2 2017». Fórmula 2 (en inglés). Formula Motorsport Limited. Archivado desde el original el 17 de mayo de 2019. Consultado el 28 de octubre de 2018.
3. ↑  «Team Standings - Formula 2 2018». Fórmula 2 (en inglés). Formula Motorsport Limited. Consultado el 28 de octubre de 2018.
4. ↑  «Team Standings - Formula 2 2019». Fórmula 2 (en inglés). Formula Motorsport Limited. Archivado desde el original el 4 de agosto de 2019. Consultado el 29 de septiembre de 2019.
5. ↑  «Team Standings 2020». Fórmula 2 (en inglés). FIA Formula 2 Championship Limited. Consultado el 14 de julio de 2020.
6. ↑  «Team Standings - FIA Formula 3 2019». Fórmula 3 (en inglés). Formula Motorsport Limited. Archivado desde el original el 29 de septiembre de 2019. Consultado el 29 de septiembre de 2019.
7. ↑  «Team Standings 2020». Fórmula 3 (en inglés). FIA Formula 3 Championship Limited. Consultado el 14 de julio de 2020.
8. ↑  «Team Standings - GP2 Series 2013». GP2 Series (en inglés). GP2 Motorsport Limited. Archivado desde el original el 25 de enero de 2014. Consultado el 28 de octubre de 2018.
9. ↑  «Team Standings - GP2 Series 2014». GP2 Series (en inglés). GP2 Motorsport Limited. Archivado desde el original el 6 de diciembre de 2014. Consultado el 28 de octubre de 2018.
10. ↑  «Team Standings - GP2 Series 2015». GP2 Series (en inglés). GP2 Motorsport Limited. Archivado desde el original el 4 de diciembre de 2016. Consultado el 28 de octubre de 2018.
11. ↑  «Team Standings - GP2 Series 2016». GP2 Series (en inglés). GP2 Motorsport Limited. Archivado desde el original el 4 de diciembre de 2016. Consultado el 28 de octubre de 2018.
12. ↑  «Team Standings - GP3 Series 2018». GP3 Series (GP2 Motorsport Limited). Archivado desde el original el 28 de octubre de 2018. Consultado el 4 de diciembre de 2018.